# 孔子学院

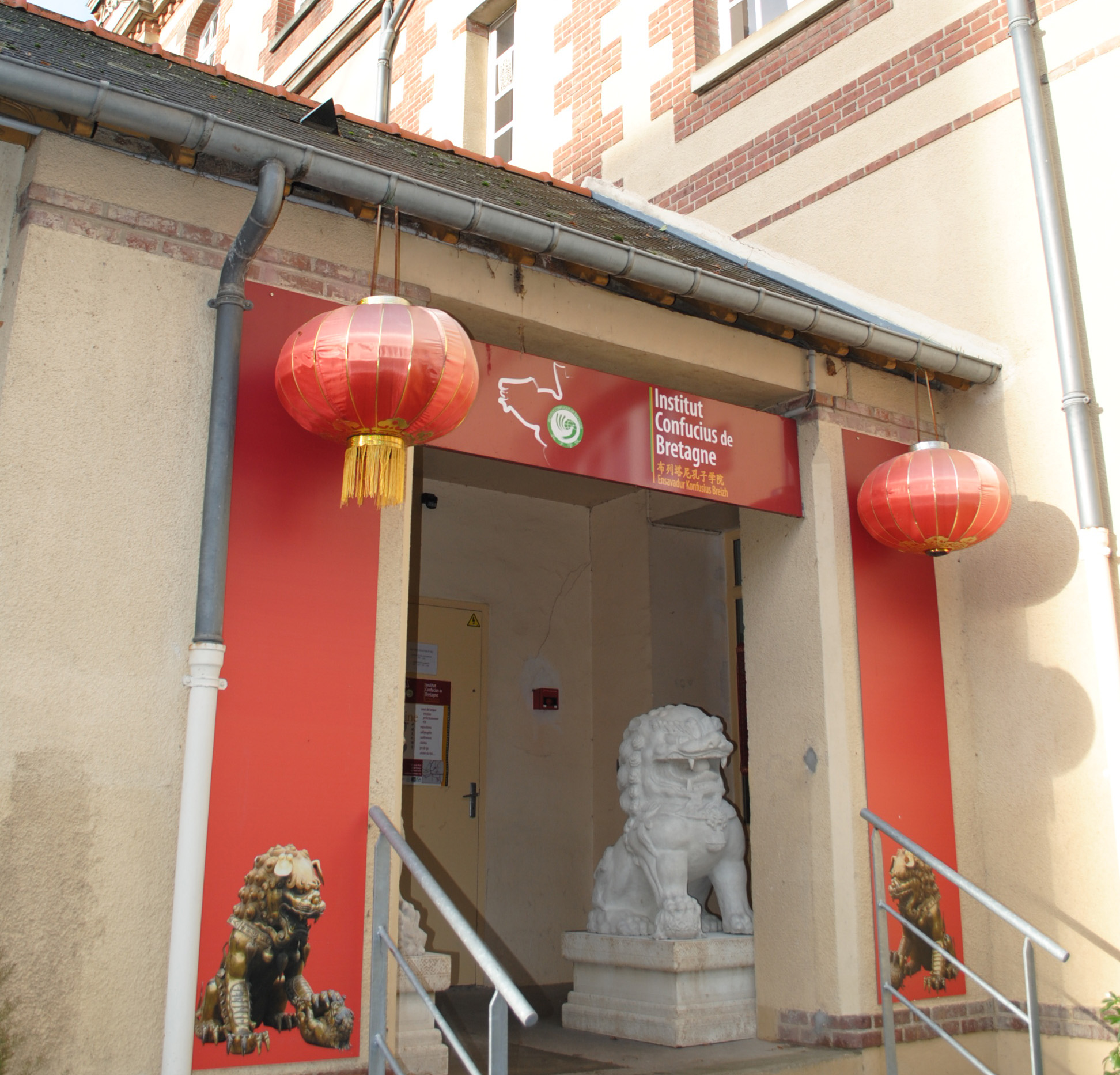
フランス西部レンヌにある孔子学院

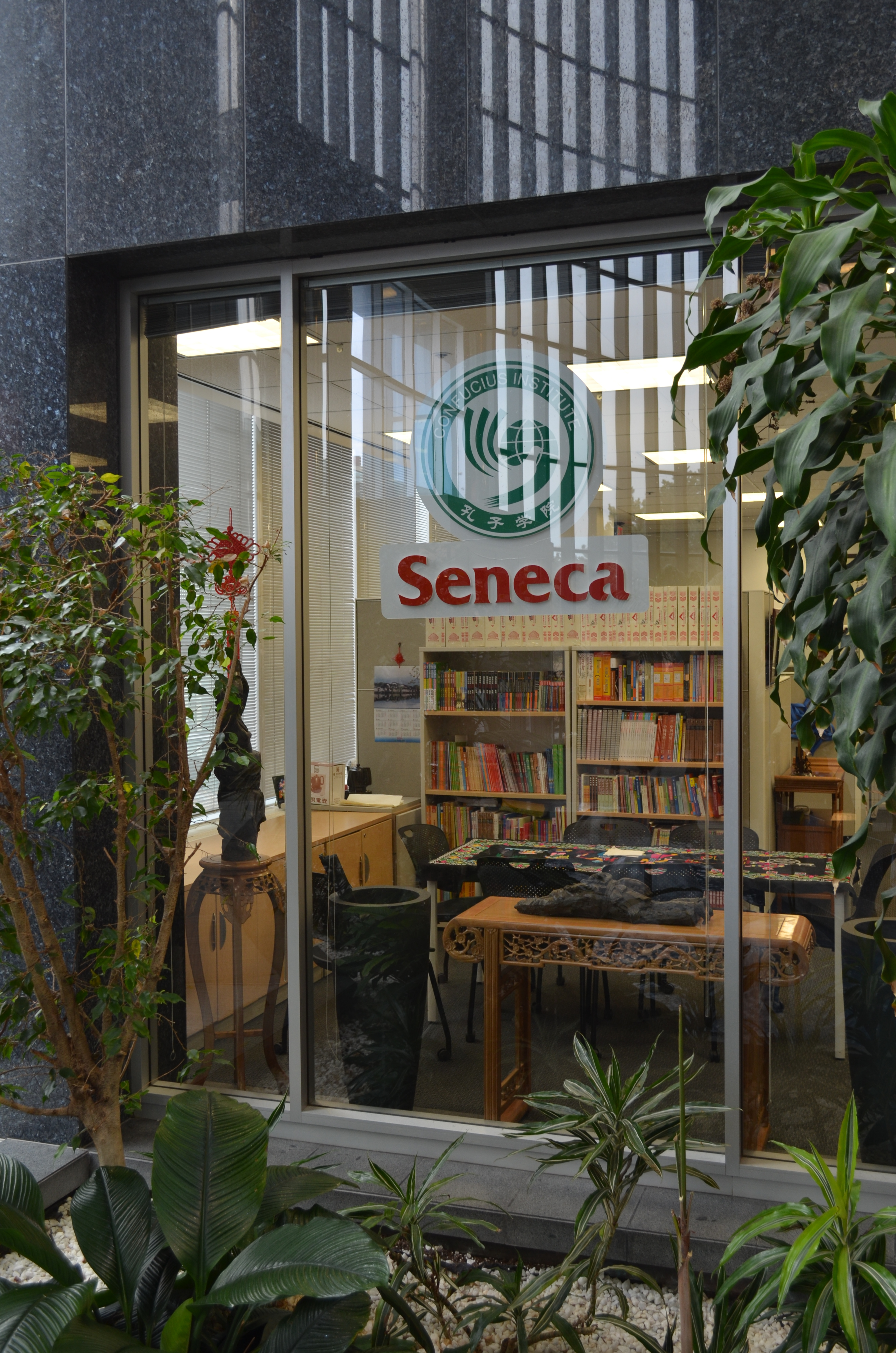
カナダにある孔子学院

孔子学院（こうしがくいん）とは、中華人民共和国政府が世界各国の大学等と提携してその地に設立する中国語および中国文化に関する教育機関である。一方、中華人民共和国が諸外国の大学などで「外交関係」を名目にした「統一戦線工作」によって、教育の名を借りて中国共産党の主張に基づいた宣伝活動（プロパガンダ）を行う機関だという主張も存在している。孔子学院は、中華人民共和国教育部の傘下にある中国語協議会国際事務局（漢語事務局）の支援を受けて中国語教室を開いている。漢語事務局は、中国の大学で中国語や中国文化を学ぶ外国人に教科書の提供や教師の派遣、奨学金などの経済的支援も行っており、2009年に奨学金制度が作られて以降、166か国の国々からやってきた約5万人の学生が奨学金を受け取っている。また、孔子学院は料理、太極拳、鍼灸、書道などの文化教室も提供している。
2019年末時点で162カ国・地域に550カ所が置かれ、日本にも14カ所（2021年7月時点）ある。2020年7月からは中国国際中文教育基金会が運営している。
中国への理解や友好関係の醸成を目的として掲げているが、欧米では中国のプロパガンダ機関であるとの警戒・批判も強く、閉鎖する政府・大学も多い（後述）。

## 概要
儒学の始祖孔子の名を冠しているが、儒学に関する教育機関ではない。教育部の管轄する国家漢語国際推広領導小組弁公室（「漢弁」）が管轄し、本部は北京市にあり、国外の学院はその下部機構となる。
中国共産党は、孔子学院が宣伝機関であることを公式に認めており、李長春中国共産党中央政治局常務委員は、「（孔子学院は）中国の外国におけるプロパガンダ組織の重要な一部」と述べている。
なお、孔子77代目の嫡孫孔徳成が1949年に台湾へ移住した後、孔子の嫡流は代々中華民国に居住しており（2009年9月以降は孔子79代目の嫡孫、孔垂長が世襲職大成至聖先師奉祀官となっている）、孔徳成と孔垂長は中国大陸では国務院の管轄する曲阜市の中国孔子研究院の永久名誉院長になっているが、孔子研究院は儒学研究機関であって孔子学院とは直接の関係はない。中央統戦部の指導下であり、6000万人いるとされる海外に渡った中国人の「思想指導役」を担っていて、マスコミ、学生、学校教員、企業家、政治家など、様々な分野に散らばる在外中国人たちが、中央統戦部の「指導」に基づいて、共産党体制のコントロール外とみなされた思想組織を攻撃し、組織を弱体化・解体させてきた。その手段は、不和を起こして内部分裂させたり、悪質なレッテル貼りなどで社会から疎外させたりしている。攻撃対象例は人権弁護士、民主活動家、チベットやウイグル、台湾などの独立支持派、法輪功など、自由主義や民主主義、政治的右派的な思想、仏道儒の三教に基づく伝統的価値など、共産党イデオロギーの異見となる主張も含まれる。中国国務院によると、すでに1500以上の関連組織を世界中に設ける孔子学院の目的は「核心価値である社会主義を基礎とした教育を広める」「中国の夢を宣伝する」としている。日本には、早稲田大学、立命館大学、桜美林大学、工学院大学、武蔵野大学など20以上の教育機関に設置されている。ロイター通信によるとアメリカ合衆国では、日本で散見される中国共産党の浸透工作の一環を担い、民主主義の国の基本的価値観や国益を脅かしている中国政府機関である。 

### 学生・受講生
大学レベルの「孔子学院」と、中学・高校レベルの「孔子学級」がそれぞれ設置されている。「孔子学院」のほうは、ドイツのゲーテ・インスティテュートやフランスのアリアンス・フランセーズ、スペインのセルバンテス文化センター、そして部分的にイギリスのブリティッシュ・カウンシルを模して作られている。2009年時点、世界で推定4000万人が中国語を学んでおり、需要は高い。2019年末までに162の国と地域に550校が設置され、分校に相当する「孔子課堂」が1,172校設置されている。
孔子学院プロジェクトは2004年に開始され、同年11月大韓民国ソウル市に初めての海外学院が設置された。
孔子学院・孔子学級の目的は主に、海外で中国語と中国文化を教えることである。中国語を教えるほかに、漢方医学や中国史、文化、社会、武道、演劇、生け花、剪紙などをも教える。現代の話題を取り上げることもある。
孔子学院プロジェクトは、2004年度から「中国国家対外漢語教学領導小組弁公室」が推進してきたが、2020年6月より中国の大学および企業・団体等による「中国国際中文教育基金会」が担うことになった。中国政府が新たに設置した「中国教育部中外語言交流合作中心」が、国際的な中国語の教育基準の策定・実施、国際的な中国語の教師、教科書、科目などの構築と学術研究支援、国際的な中国語の教師試験と中国語研修等を担当している。
中国共産党政府は、2020年までに世界1000カ所に孔子学院と孔子学級を設置しようとしており、そのために3000人分の奨学金を提供する方針である。
2019年（令和元年）12月、中国湖南省長沙市で開催の国際中国語教育大会（旧名称「孔子学院世界大会」）で明らかにされた情報では、中国共産党政府は世界162カ国・地域に孔子学院550カ所と孔子課室1,172カ所を開設。専任・非常勤講師の総数は約5万人、学生・受講生の総数は2,500万人に達している。
孔子学院・孔子学級には主に5つの形がある。
1. 中華人民共和国の大学と外国の大学が提携したもの
2. 中華人民共和国の中学校と外国の中学校が提携したもの
3. 中華人民共和国の大学と海外の地域機関が提携したもの
4. 中華人民共和国の大学と海外の地域機関が提携したもの
5. 中華人民共和国の大学と外国企業が提携したもの

である。孔子学院・孔子学級の目的は主に、海外で中国語と中国文化を教えることである。中国語を教えるほかに、漢方医学や中国史、文化、社会、武道、演劇、生け花、剪紙などをも教える。現代の話題を取り上げることもある。
資金面では、漢弁が開設資金として10万ドル（約1,066万円）を提供して、さらに海外の提携相手に年間の助成金を払う。同額の運営費を提携相手も払う。年間10万ドルから25万ドル以上の助成を受けているところもある。原則的には漢弁は、最初の3年間だけ初期費用を払い、それ以降は外国の提携先が運営費を払うというのが本来の形である。しかし、後掲書によれば、同書著者の取材に対して北京の漢弁本部の許琳主任は、「運営費の全額負担ができない孔子学院もあるので、開校3年以降でも資金援助を続けることがある」と認めている。漢弁は、助成金を払うほか、海外の孔子学院・孔子学級で教える中国人教師の給与および海外生活手当の全額または相当額を支払うのが通常である。

### 孔子学院の一覧
- 2005年 - 立命館孔子学院 立命館大学と北京大学の提携により日本国内に初めて開設された。
- 2005年 - 桜美林大学孔子学院 同済大学と提携。
- 2006年 - 北陸大学孔子学院 北京語言大学と提携。
- 2006年 - 愛知大学孔子学院 南開大学と提携。
- 2006年 - 札幌大学孔子学院 広東外語外貿大学と提携。
- 2006年 - 立命館孔子学院東京学堂 北京大学と提携。
- 2007年 - 立命館アジア太平洋大学孔子学院　浙江大学と提携 [19]
- 2007年 - 早稲田大学孔子学院　北京大学と提携し、世界初の「研究型」孔子学院となる[20][21]。
- 2007年 - 岡山商科大学孔子学院 大連外国語大学と提携。
- 2007年 - 大阪産業大学孔子学院 上海外国語大学と提携。
- 2007年 - 神戸東洋医療学院孔子学堂 天津中医薬大学と提携。
- 2008年 - 福山大学孔子学院 対外経済貿易大学及び上海師範大学と提携。2024年3月末閉鎖予定。
- 2008年 - 工学院大学孔子学院 北京航空航天大学と提携し、工科大学としては日本初の開設[22]。2021年3月末閉鎖[23]。
- 2008年 - 立命館孔子学院　大阪学堂　同済大学と提携。
- 2009年 - 関西外国語大学孔子学院 北京語言大学と提携し、日本の外国語大学で初めて開設
- 2012年 - 兵庫医科大学中医薬孔子学院 北京中医薬大学と提携。2022年2月末閉鎖[24]。
- 2015年 - 武蔵野大学孔子学院 天津外国語大学と提携。
- 2018年 - 山梨学院大学孔子学院 西安交通大学と提携[25]。

### 孔子課堂・孔子学堂の一覧
- 2006年 - 立命館孔子学院東京学堂[26]
- 2006年 - 桜美林大学孔子学院高島学堂
- 2007年 - 神戸東洋医療学院孔子課堂
- 2007年 - 長野ラジオ孔子学堂
- 2008年 - 立命館孔子学院大阪学堂
- 2008年 - 福山銀河孔子学堂
- 2012年 - 早稲田大学高等学院孔子課堂
- 2014年 - 立命館孔子学院BKC学堂
- 2016年 - 仙台育英孔子課堂、新型コロナウイルス感染拡大状況と孔子学院本部の変革ため、2022年3月末閉校[27]

## タイにおける孔子学院の一覧とその背景としての中国語熱
1. ソンクラーナカリン大学ハートヤイキャンパス孔子学院
2. ソンクラーナカリン大学プーケットキャンパス孔子学院
3. メーファールアン大学孔子学院(チェンライ)
4. チェンマイ大学孔子学院
5. スアン・ドゥシット大学孔子学院
6. マハーサラカム大学孔子学院
7. コンケン大学孔子学院
8. ベトン大学孔子学院
9. 王立農業大学孔子学院
10. ブラパー大学（英語版）孔子学院[28]
11. バーンソムデットチャオプラヤー・ラチャパット大学（タイ語版）孔子学院
12. アサンプション大学孔子学院
13. チュラロンコン大学孔子学院
14. Traimit Wittayalai高校孔子課堂[29]

タイにおいては、中国語熱の高まりにより、上記を含む14か所が設置されている。この設置数は、東南アジア地域最大の設置数であり、東南アジア2位の設置数であるインドネシアの6か所を大きく上回る。タイ北部チェンライ県にあるメーファルーアン大学は中国政府と提携し、2004年に中国言語文化センターを開設し、その施設の中に同学院も入る。施設の建造は中国政府の全額出資である。タイにおける中国語熱には2つの理由があるとされる。1つ目はタイ中国関係の変化である。東西冷戦下で、西側陣営についたタイは徹底的な反共政策をとったため、中国語教育が禁止された時期があったが、中国の経済的な台頭で方針転換をした。タイ政府は中国に詳しい専門家が不足していることに危機感を抱き、人材育成に力を入れ始めた。2つ目はグローバル化の流れのなかで中国語が話せる人材を厚遇する企業が増え始めたことである。「中国の友人」を増やそうと中国政府もソフトパワー戦略を強めている。様々な奨学金制度を利用してタイ人留学生を中国に引き寄せており、その結果、中国で学ぶタイ人留学生の数は、韓国人、アメリカ人についで多い。逆に中国は、中国語語学教師として毎年2000人近い中国人をタイに送り込んでいる。タイ国内において中国語を学ぶ中学・高校生は約29万人におよぶという。

## テレビ孔子学院
2008年12月17日、山西省太原市の中国黄河電視台によりテレビ孔子学院が開設され、翌日よりアメリカ大陸向けの試験放送が開始された。現在アメリカのSCOLA衛星教育テレビネットで24時間体制で放送され、アメリカ400校の大学、7000校の高校および50を超える都市のケーブルテレビで配信され、視聴者は1500万人と推定されている。

## 批判

### 中国との関係
孔子学院は、海外で教育支援プログラムを実施している代表的な機関としてもっともよく知られているが、中国共産党中央統一戦線工作部をはじめ、国外で影響力のある活動を行っている部門のネットワーク下に置かれているとアメリカのシンクタンクは報じている。
欧米各国では、孔子学院は「中国共産党のスパイ活動やプロパガンダの機関」として閉鎖の動きが広がっており、アメリカ、カナダ、オーストラリア、フランス、ドイツ、スウェーデンなどの大学で孔子学院が閉鎖されている。
孔子学院の組織は、ブリティッシュ・カウンシルやゲーテ・インスティトゥートやアテネ・フランセのような、自組織だけで敷地も建物も組織も完結して運営されている他の文化交流・教育組織とは異なり、孔子学院が大学組織の中に一部局（たとえば別科や専修科）のような組織形態として設置され、かつ教学の実運用は設置先の大学などからほぼ独立した自治形態を保持して活動している点に特色がある。それを以て、そこで教授される講座内容には、特定の影響力が行使されているとか、設置大学の教育機関としての健全性を脅かすものであると危惧する指摘もある。
孔子学院は設置される教育機関に対して中国共産党から支給される資金と教員、教材が提供され、教育内容は「Hanban（漢弁）」という中国共産党政府の監督機関（教育省直属の国家漢語国際推広領導小組弁公室）から認可を得ることになっており、それ故に多くの民主主義国において「設置先の大学などの教育機関の学問の自由が阻害され、一方的な考えを押し付ける中国共産党政府のプロパガンダ組織である」という批判を受けている。
さらに、アメリカの有力シンクタンクである外交問題評議会によると、学習計画作成に対して最低年間約1100万円が提供されるなど、資金に余裕のない大学をお金で釣るようなプログラムになっていることから、設置大学の教育機関としての健全性を脅かすものであると危惧する指摘がある。

### アメリカ合衆国
『フォーリン・ポリシー』誌に寄稿したアメリカ学識者協会のレイチェル・ピーターソンによると、孔子学院では政治・歴史・経済関連の議論は禁止されていると指摘する。講師は台湾やチベットに関する話が出た場合は話題を別のものに変えるよう指導されており、できない場合は、「中華人民共和国の領土」と答えるよう指示され、天安門広場の議論には「写真を見せて、美しい建築だと指摘する」よう用意されており、さらに孔子学院の授業が大学の単位に認定される場合もあり、中国共産党政府の意思がアメリカの大学教育に反映され、資金提供を受けているが故に大学側や教授陣が言いたいことが言えなくなることも問題だとしている。レイチェル・ピーターソンは「アメリカの高等教育を破壊する『トロイの木馬』」と評している。
2010年にアメリカ合衆国カリフォルニア州ハシエンダ・ハイツの中学校に「孔子学院（「孔子学堂）」が開設される際、地域住民より孔子学院は国策事業であり、孔子学院を通じて共産主義に依拠した教材で生徒を洗脳するものであり、アメリカ合衆国の利益を擁護するため黙認できないと批判され、波紋が広がっている。これに対し、在ロサンゼルス中国総領事館は「孔子学院はあくまでも中国語や中国文化を教えるためのもの。政治的な色合いは全くない。完全な誤解だ」と反論している。
2014年6月に、アメリカ合衆国大学教授協会は「孔子学院は中華人民共和国の中国共産党政府の手足として機能しており、『学問の自由』が無視されている」と批判し、関係を絶つよう各大学に勧告した。同年9月にはシカゴ大学とペンシルベニア州立大学が相次いで孔子学院の打ち切りを決定した。カナダでも10月1日にトロントの教育委員会が、孔子学院との関係解消を決めた 。
2018年2月13日には、アメリカ連邦捜査局(FBI)のクリストファー・レイ長官が連邦議会上院の情報委員会の公聴会にて、孔子学院がアメリカ国内にて諜報活動やプロパガンダ活動など違法行為を行っている疑いがあり、捜査対象となっていることを証言した。
2018年2月にマルコ・ルビオアメリカ合衆国上院議員は、「国内外での中国の積極的な政治活動は、アメリカの教室に『潜入』し、探求の自由を抑圧し、表現の自由をむしばむものだ」と述べた。ルビオはその後公式にトランプ大統領へ要請した。ルビオは、地元のフロリダ州内にある5大学に設置されている孔子学院の閉鎖を求め、そのうちノースフロリダ大学は大学の使命や目標と合致していないことを理由に2019年2月に閉鎖することを決定したほか、ウェストフロリダ大学も閉鎖を決定している。2018年3月には、セス・モールトンアメリカ合衆国下院議員は地元のマサチューセッツ州の40の大学に孔子学院の閉鎖と新規開校を控えるよう求める書簡を送った。
2018年3月にはアメリカの大学に対して外国政府が資金を提供し、政治的プロパガンダを行うことを取り締まることを目的とした外国の出先機関としての登録を求める外国影響力透明化法案がアメリカ下院で提出され、中国政府が出資している孔子学院は適用対象となる。法案を作成をしているジョー・ウィルソンアメリカ合衆国下院議員は、「父が第二次大戦で中国に駐留したので、私は中国びいきの家庭で育った」「初めは孔子学院が素晴らしくて、中国人と友好関係を結べると思った。だが、プロパガンダにかかっているのを知る権利がある」と述べている。
2018年12月10日にはミシガン大学が来年の閉鎖を表明した。
2019年2月、アメリカ合衆国上院の国土安全保障・政府問題委員会は「孔子学院の教員は中国の国益を擁護するよう誓約している」と指摘する報告書をまとめた。
2020年8月段階で、アメリカ国内にある孔子学院は75箇所、うち65箇所が大学内に設置されている。同年8月13日、マイク・ポンペオ国務長官は孔子学院を「中国共産党の世界的なプロパガンダ機関の一部だ」「中国共産党による世界規模のプロパガンダ工作に使われている」「孔子学院は中国政府と中国共産党の宣伝工作部門から資金提供を受けている」「中国は米国の開放性に付け込み、米国内で大規模な政治宣伝や影響力拡大工作を展開している」「中国共産党が支援する（教育）プログラムを続けるのを認めるかどうか、続けるのであればどのような手段をとるかなどに関し、米国の教育者や学校当局が的確な情報に基づいて選択できるようにするためだ」「孔子学院は中国政府が資金を出しており、中国共産党の宣伝や影響力拡大のための組織の一部だ」として、中国が孔子学院を通じてアメリカ国内で影響力を拡大しようとしていると批判し、アメリカ国内の孔子学院を統括するワシントンにある「孔子学院アメリカセンター」について、中国政府の宣伝活動を担う機関とみなし、大使館や領事館と同様の外国公館に指定し、大使館や領事館と同様に雇用状況や所有資産などの報告を義務付けると発表し、デイヴィッド・スティルウェルアメリカ合衆国国務次官補（東アジア・太平洋担当）は、「孔子学院を米国から追放する意図はないが、学院が中国共産党の意を受けて運営されていることを明確にする」「我々は中国語や中国文化を米国で学ぶことは支援するが、透明性がなければならない」と説明した。

### カナダ
カナダ安全情報局は2007年に、「孔子学院が欧米諸国の民心掌握のための中国共産党政府の試みの一部である」とのコメントを表明している。また、アメリカ合衆国大学教授協会の勧告を受けてカナダでも、2014年10月1日にトロントの教育委員会は、孔子学院との関係解消を決めた 。

### オーストラリア
2019年8月22日、ニューサウスウェールズ州は中国の政治的な影響力が行政や教育現場に及ぶことに懸念の声が出ていたことから州立の小中高13校にある孔子学院を年内で閉鎖すると発表した。2012年に北京の孔子学院本部と協定を締結して13校に開設された孔子学院には中国から助教諭が派遣され、2017年には4814人が学んでいたが、州政府は、国内外で「孔子学院は中国の宣伝機関」との批判が上がるなかで、提携の見直しを検討し、多くの学術関係者や保護者、州議員が政治的な影響に懸念を表明、提携終了を決めた。
オーストラリア政府が、地方自治体や大学と中国との協定を破棄できる法律が制定された。

### 日本
日本ではマスメディアで親中世論を喚起する世論工作が、米中国交正常化以前の古くから行われてきた。2010年4月、大阪産業大学孔子学院を開設した大阪産業大学では、大学の資産運用の失敗がもとで理事長が孔子学院の廃校を通知し、組合との団体交渉の中で事務局長が自らの孔子学院に対して「文化スパイ機関」「孔子学院は中国政府のハードな侵略ではないが、ソフト的な拡張主義」「漢弁は文化スパイ機関と認識しており、提携することは適当ではない」などと批判した。大学側は6月1日、重里事務局長に辞任を求めた。
東京大学大学院総合文化研究科教授の阿古智子は孔子学院について、「中国共産党政府が推進する孔子学院などの教育や文化事業は、国家主義的で、排他的であるように、筆者は感じてしまう」と述べている。
『週刊文春』2014年10月2日号は、「中国共産党の宣伝機関『孔子学院』院長は朝日OB」という記事で、朝日新聞東京本社総合研究センター主任研究員だった西園寺一晃が工学院大学孔子学院院長を務めているとして西園寺と孔子学院を批判する報道をおこなった。
東京工業大学環境・社会理工学院教授の池上雅子は、特定の社会的価値観やイデオロギーの浸透が覇権安定に必要であり、国内的には情報操作・世論工作、対外的にはソフト・パワーが重要であり、孔子学院は「海外における中国研究教育を北京政府がコントロールできる体制」として、「中国共産党政府による孔子学院海外展開の手法は、1930年代ファシストイタリア政府が自国の宣伝と外国人教化を目的を狙って米国の学校に『イタリア語プログラム』を国費で大量に設けた『ムッソリーニ・モデル』に酷似している、という指摘がある」「『世界革命』普及を図った旧ソ連のモスクワ・コミンテルンを彷彿とさせる一方、マス・メディアの取り込みや教育文化事業の活用など米国の洗練されたソフト・パワーの手法も取り入れている」と評している。
防衛省のシンクタンクである防衛研究所は、2021年3月に公表した「東アジア戦略概観2021」で、アメリカが孔子学院を「安全保障上の脅威」とみているという分析結果を出している。
日本もアメリカ合衆国政府の一連の行動を踏まえ、国会においても中国政府の介入を疑う声があり、2021年5月13日、自民党の有村治子は、参議院文教科学委員会において、「日本の大学内で外国政府が事実上支配する文化発信拠点は他に例があるのか」とただした。これに対して文科省は「孔子学院の他に、指摘のような文化拠点が大学に設置されている例は承知していない」と答弁し、有村治子は「日本の大学に唯一、組織的、戦略的に設置されてきた文化センターが共産党一党支配の国の拠点であることが健全なことなのか」と訴えた。また、有村治子は「『国際交流』という美名の下、自国の将来を担う世代の学び舎が、外国政府に事実上、直結する機関の工作に浸透されることへの危機感を日本は持つべきだ」「キャンパスでの『言論、思想、学問領域の自由』を堅持するためにも、孔子学院の透明性を図り、日本の大学が主体的に管理を行えるよう、文科省は当事者意識を持ち、現状を把握すべきだ」「日本は、自由・民主主義陣営の一員として、ホームランド（自国の本土）での『内なる守り』を固めることが極めて重要な国政課題である」「巧妙に日本に浸透してくる中国共産党の実態を把握する仕組みが整えば、対中交渉力も強まる」と述べている。
これまで日本政府は孔子学院の運営実態を把握していなかったといい、今後は関係省庁が連携し情報収集を行い、孔子学院の透明性確保に乗り出す方針を示しており、菅義偉政権は、孔子学院の透明性確保に乗り出しており、孔子学院を設置している各大学に情報公開を促し、動向を注視する方針であり、文科省をはじめ関係省庁が連携し、運営の透明性を確保していく考えである。2021年5月13日、萩生田光一文部科学大臣は参議院文教科学委員会において、孔子学院がある大学に対して「大学の主体的な研究活動が妨げられることがないよう組織運営や教育研究内容などの透明性を高めるべく情報公開を促していきたい」「同盟国である米国、自由や民主主義、法の支配といった共通の価値観を持つ欧州の国々からも廃止や情報公開を求める懸念の声が高まっている」「運営の透明性が求められている」「孔子学院には運営の透明性が求められる。関係省庁と連携して動向を注視し、設置する大学には、組織運営や教育研究内容の透明性を高めるべく、情報公開を促したい」と答弁した。
文科省によると、日本の大学が海外の教育機関と連携する場合、学位の取得に関係しなければ、国に許認可を求めたり、届け出たりする必要はないため、文科省は孔子学院の運営実態を把握してこなかったが、今後、孔子学院を設置している各大学に対して、教育活動の自主性に配慮しつつ、孔子学院の教育内容や組織運営の状況について、情報公開を徹底するよう求め、文科省や外務省など関係省庁が連携し、情報収集を進める方針である。2021年5月13日、文科省は「少なくとも大学側には（組織や活動について）透明性を求める必要がある」と述べた。
2021年7月14日の「深層NEWS」において、中国政府が出資し、日本など世界各国の大学に設置されている孔子学院について議論したが、田所昌幸は「孔子学院が大学にあることが学問の自由の観点で望ましいかどうか、欧米では強い懸念がある」と指摘し、有村治子参議院議員は「文部科学省が孔子学院の動きを把握できる仕組みがないのが問題だ」と指摘した。
2023年5月12日現在、国内の少なくとも13大学に孔子学院設置が確認されていることが明らかになった。
- 日本で設置が確認された大学一覧

早稲田大学、立命館大学、愛知大学、桜美林大学、大阪産業大学、岡山商科大学、関西外国語大学、札幌大学、福山大学、北陸大学、武蔵野大学、山梨学院大学、立命館アジア太平洋大学。

### スウェーデン
スウェーデンでは、2020年4月までに全ての孔子学院が閉鎖された。孔子学院が中国政府の組織であることにより、同国の国会は「孔子学院が国内の教壇を中国政府に提供することになる」という懸念を表明している
スウェーデンには孔子学院が8カ所あるが、2020年以内にすべてが閉鎖される見通しであり、スウェーデンは2005年にヨーロッパで初めて孔子学院が開校した国であるが、全廃することとなった。決定は政府が指示したわけではなく、大学や自治体が自ら決めたことであり、その理由として中国語ができる人の雇用の機会が限られ、若者もそれほど中国語の習得に関心がなかったことや当初から非民主的な国家の教育への影響を懸念する意見があったことなどが挙げられている。

### ベルギー
ベルギー連邦議会の調査機関が2020年から孔子学院の実態調査を始めた。

### オランダ
2019年にライデン大学は、学内の孔子学院を閉鎖した。ライデン大学講師のカスペル・ビッツは「中国からの留学生は親睦団体に入るよう促され、中国大使館から監視されている」と指摘、担当する中国近代史の授業では、香港出身の学生が当局への通報を恐れ発言を控えることがあり、大学での中国の影響力浸透に警鐘を鳴らしている。
2021年、フローニンゲン大学が孔子学院と交わした契約で、中国側が「中国法に違反し、中国のイメージを傷つけた」職員を解雇できると定めていたことが発覚、学生が大学に中国との関係見直しを求める署名運動を行う騒ぎになっている。

### リトアニア
2019年2月、リトアニア国家保安局は国家脅威評価報告書において、「海外で中国の情報機関は伝統的に、外交的に偽装し、国が出資する孔子学院、中国企業や通信社、海外留学中の中国人学生を利用する。中国の情報活動は中国の核心的利益に関わっており、例えば、リトアニアがチベット自治区や台湾の独立を支持せず、これらの問題を国際的なレベルで取り上げることがないよう働きかけてくる」と注意を呼びかけている。